# Радомир Ђорђевић
Радомир Ч. Ђорђевић „Пуле“ (Брод (Белчине) код Црне Траве, 17. новембар 1940) професор је Универзитета у Београду у пензији.

## Биографија
Др Радомир Ч. Ђорђевић, професор Универзитета у Београду у пензији, рођен је 17. новембра 1940. у Броду (Белчине) код Црне Траве. Гимназију и студије филозофије завршио је у Београду. По завршетку студија изабран је за асистента у Институту друштвених наука а од 1. октобра 1965. био је на Природно-математичком факултету Универзитета у Београду (данас Физички факултет Универзитета у Београду) где је провео цео свој радни век.
Хонорарно је предавао филозофију у Десетој београдској гимназији (1964), на Технолошко-металуршком факултету (1971) на Филолошком факултету (1981—1985), у Војној академији копнене војске (1976—1978), на Природно-математичком факултету Универзитета у Крагујевцу (при оснивању најпре као асистент, краће време а крајем осамдесетих и почетком деведесетих година и као наставник). Осим предмета Увод у филозофију и Филозофија природних наука које је предавао у наведеним установама, држао је посебан курс предавања из предмета Филозофија код Словена на Филозофском факултету Универзитета Црне Горе, Никшић (2001—2004). Био је шеф катедре за методику наставе физике и историју и филозофију физике у периоду од 1985—2003. године. У току припреме доктората био је на студијском боравку у Пољској. Докторирао је на Филозофском факултету Универзитета у Нишу са тезом О улози хипотезе у науци (1980).
Учествовао је на бројним домаћим и иностраним филозофским и научним симпозијумима, конгресима итд. Основао је интерфакултетски стручни семинар Славика који је деловао од 1995. до 1999. године на ПМФ-у, а потом је организовао у својству уредника стални циклус Руска филозофска мисао и проблеми савременог света у РКЦ у Београду (Руски Дом) који се одржавао током петнаест година. Био је члан уредништва часописа Дијалектика, Књижевност, Млади физичар. У више мандатних периода био је потпредседник Српског филозофског друштва, и данас је члан извршног одбора тог стручног удружења.
Током четврт столећа био је сарадник Трећег програма Радио Београда као и вишегодишњи сарадник осталих програма овог радија као и неких телевизијских станица. Бави се и истраживањем историје српске филозофије.
У знак признања за доприносе добио је три плакете Руског културног центра у Београду, плакету-захвалности Друштва физичара Србије за доприносе раду часописа Млади физичар, две плакете за допринос раду Власинских сусрета. Библиографија радова од 2006. до 2014. године биће објављена у прилогу књиге Философске расправе, са одзивима на радове аутора, која је у припреми.

## Радови
Поред неколико стотина прилога различитог карактера у више од четрдесет публикација из науке и филозофије објавио је следеће књиге:
- Философија и наука (Јефимија, Београд, 1994)
- Увод у философију физике (Јасен, Београд, 2004)
- Од интуиције до хипотезе, изабрани списи из философије науке (у издању Института за филозофију Филозофског факултета у Београду, Београд, 2006)
- Човек, вредности и историја, изабрани списи из практичке и српске философије (у издању Института за филозофију Филозофског факултета у Београду, Београд, 2006)
- Студије о руској философији (I-II-III, ICNТ, Београд, 2007—2011)

Библиографија радова од 1966. до 2006. године објављена је у прилогу књиге Човек, вредности и историја. pp. 351–370.
Писмо проф. др Радомира Ђорђевића проф. др Мирјани Марковић - Документ